# Alain Clark
Alain Clark (Haarlem, 4 giugno 1979) è un cantante e produttore discografico olandese.

## Biografia
Nato a Haarlem, vicino ad Amsterdam, debutta nel 2004 pubblicando il suo primo album, Alain Clark, nell'album è presente il singolo Delicious che diviene una hits nel suo paese. Nel 2007 pubblica il suo secondo album intitolato Live it Out, anticipato dal singolo Father and Friend, ballata soul-pop in cui duetta assieme al padre Dane, ex cantante del gruppo soul Dane and the Dukes of Soul.
Come produttore ha lavorato per Ali B e ha prodotto l'album di debutto di Boris, inoltre ha scritto e prodotto un adattamento in olandese di Fuck It (I Don't Want You Back) di Eamon intitolato V*kkenvuller ed eseguito nel 2004 da Simon. È stato supporter dei concerti olandesi di Amy Winehouse.
Grazie ad un accordo con la Warner Music il suo secondo album, Live it Out è stato lanciato nel febbraio 2009 in Gran Bretagna e nel resto dell'Europa. Il cantante è stato uno degli ospiti internazionali del Festival di Sanremo 2009. Nel marzo dello stesso anno è riuscito ad ottenere un buon successo in Italia ottenendo l'11ª posizione in classifica alla sola prima settimana di ingresso con il singolo Father and Friend.

## Discografia

### Album
- 2004 - Alain Clark
- 2007 - Live it Out
- 2010 - Colorblind
- 2012 - Generation Love Revival
- 2014 - Walk With Me

### Singoli
- 2004 - Heerlijk
- 2004 - Vrij
- 2004 - This is it
- 2004 - Ringtone
- 2007 - This Ain't Gonna Work
- 2008 - Father and Friend
- 2008 - Blow Me Away
- 2008 - Fell In Love
- 2009 - Hold On
- 2010 - Love Is Everywhere
- 2010 - For Freedom
- 2010 - Too Soon to End con Diane Birch
- 2010 - Dancing in the Street con Ben Saunders
- 2011 - Good Days
- 2011 - Foxy Lady
- 2011 - Wherever You Will Go con Jacqueline Govaert
- 2012 - Let Some Air In
- 2012 - Nympho
- 2013 - Back in My World
- 2013 - Lose Ourselves
- 2013 - Anywhere Else
- 2014 - Whatever
- 2014 - Sweet Taste
- 2014 - Going Back for Christmas